# Flory Jacobi
Flory Jacobi, eigentlich Armide Valeska Florence Jacobi (* 26. Oktober 1902 in Wiesbaden; † 24. September 1981 in Ettelbrück, Luxemburg) war eine deutsche Schauspielerin und Rundfunksprecherin.

## Leben und Karriere
Ihr Vater war Kaufmann; ihre Schwester Eugenie (1895–1968) war ebenfalls Schauspielerin.
Von 1911 bis 1915 spielte Flory Jacobi zahlreiche Kinderrollen am Meininger Hoftheater. Rollen wie Clara Eugenie in Schillers Don Karlos, Annchen in Goethes Stella oder der Soldatenjunge in Wallensteins Lager von Schiller ließen „Florchen“ Jacobi bald als Wunderkind gelten.
Von 1918 bis 1920 spielte sie in Berlin am Luisentheater (bevor es zu einem Kino umgebaut wurde), danach in Hanau und zwischen 1921 und 1927 am Stadttheater Chemnitz. Über Altenburg und Berlin kam Jacobi 1931 nach Leipzig und arbeitete als Sprecherin bei der Mitteldeutsche Rundfunk AG. Zwischen 1941 und 1944 war sie Sprecherin beim Reichsender Böhmen in Prag. Nach dem Ende des Zweiten Weltkriegs kehrte sie nach Leipzig zurück und arbeitete von 1946 bis 1949 wieder als Sprecherin beim neu gegründeten Mitteldeutschen Rundfunk. Daneben übernahm sie Gastrollen am Theater der Jungen Welt. Anschließend zog sie nach Stuttgart, spielte dort in der Komödie im Marquardt und nahm am jungen Theater teil. 1963 führte sie ihr Weg nach München. Dort spielte sie unter anderem an der Kleinen Komödie am Max II.
Ab Mitte der 1950er Jahre übernahm Jacobi auch Rollen in Film und Fernsehen. So war sie die Frau Münzenberger in der ARD-Serie Die Firma Hesselbach und spielte eine Nebenrolle in Die Fernfahrer. Sie spielte in Fernsehfilmen wie Kleider machen Leute von 1963, Pension Schöller (1965) und Der müde Theodor (1965), aber auch Nebenrollen in Literaturverfilmungen wie Der kaukasische Kreidekreis (1958) und Herr Puntila und sein Knecht Matti (1966) von Bertolt Brecht. 1963 spielte sie die Ehefrau von Schneidermeister Titus Hasenklein (Willy Reichert) in dem Schwank Hasenklein kann nichts dafür, und als verschrobene Mutter von Hans Clarin erschien sie 1963 in Der jähzornige junge Mann (nach Anton Tschechow). In der frühen Dürrenmatt-Adaption Der Richter und sein Henker von 1957 (Regie: Franz Peter Wirth) und Rainer Wolffhardts Verfilmung Moral von 1958 (nach Ludwig Thoma) sowie in dem Dokudrama Der Fall Mata Hari (1966) zeigte sie weitere Filmpräsenz. Zu ihren letzten Arbeiten vor der Fernsehkamera zählt das Drama Der kleine Löwe und die Großen oder die Patriarchen und die Diplomatie aus der Feder Ula Stöckls aus dem Jahr 1973.
Neben ihrer darstellenden Tätigkeit gab Flory Jacobi auch Schauspielunterricht.

## Privatleben
Am 30. Oktober 1922 heiratete Jacobi den brasilianischen Angestellten des Kunstsalon Emil Richter und späteren Drehbuchautor, Regisseur und Filmeditor Milo Harbich (1900–1988). Die Ehe wurde am 13. September 1927 geschieden.
Am 19. Juni 1928 kam in Chemnitz ihre Tochter, Louise Adelaide Harbich, zur Welt, die bereits als Fünfjährige bei der Mitteldeutsche Rundfunk AG Sprechrollen übernahm. Später arbeitete sie als Schauspielerin, Kabarettistin und Regisseurin unter dem Künstlernamen Haidy Jacobi am Theater. Ab 1963 war sie unter dem Namen Haidy fast 20 Jahre lang Sprecherin des deutschsprachigen Programms von Radio Luxemburg; danach wechselte sie zur Spielfilmredaktion des deutschsprachigen RTL-Fernsehprogramms. Adelaide (Haidy) Harbich starb am 26. Juni 2005 in einem Pflegeheim in Luxemburg. Flory Jacobis Enkel, Adelaide Harbichs Sohn, Konrad „Conny“ Scheel (gestorben am 3. September 2022), lebte in Luxemburg und arbeitete u. a. als Grafikdesigner, Fotograf und Schauspieler.
Flory Jacobi lebte von 1974 bis 1978 in einer Seniorenresidenz in Ingolstadt, dann ließ sie sich in Ettelbrück in Luxemburg nieder, wo sie am 24. September 1981 starb.

## Filmografie

### Fernsehfilme
- 1956 Gaslicht, als Elizabeth
- 1957 Der Richter und sein Henker, als Frau Schönler
- 1958 Moral, als Klara Bolland
- 1963 Kleider machen Leute, als Köchin
- 1963 Der eingebildete Doktor, als Mimi
- 1963 Hasenklein kann nichts dafür, als Frau Hasenklein
- 1963 Der jähzornige junge Mann, als Nikolais Mutter
- 1965 Man soll den Onkel nicht vergiften, als Rosa
- 1965 Der müde Theodor, als Rosa Hagemann
- 1965 Pension Schöller, als Ulrike Sprosser
- 1965 Party im Zwielicht, als Mrs. Stephens
- Lord Arthur Saviles Verbrechen, als Haushälterin
- 1967 Spiel mit dem Tode, als Arischa
- 1966 Herr Puntila und sein Knecht Matti, als Pröpstin
- 1966 Der Fall Mata Hari (Dokudrama), als Anna Lintjens
- 1968 Unsere liebste Freundin, als Mildred Kelsey
- 1968 Altaich, als Sephi
- 1968 Mit Eichenlaub und Feigenblatt (kleine Nebenrolle)
- 1970 Der Bettenstudent oder: Was mach’ ich mit den Mädchen? (Rolle unbek.)
- 1972 Don Pasquale, als Eulalia und Notar
- 1973 Sylvie (Pauls Mutter)
- 1973 Der kleine Löwe und die Großen oder Die Patriarchen und die Diplomatie, als Signora

### Serien
- 1957 Er und Sie – Fernsehkurs für das Leben zu zweit
- 1962 Die Firma Hesselbach, Frau Münzenberger, zwei Folgen
- 1964 Fernfahrer, Folge „Der Fahrertest“, als Frau Obermaier
- 1966 Intercontinental Express, Folge „Die Reise nach Rom“, als Alma
- 1970 Die seltsamen Methoden des Franz Josef Wanninger, Staffel 4, Folge 28 "Kochkünste"
- 1971 Von Liebe keine Rede. Erste Folge „Warum nicht nach Ungarn?“, als Frau Rietspruht